# Impressioni di settembre
Impressioni di settembre è un brano musicale scritto per il testo da Mogol e Mauro Pagani e per la musica da Franco Mussida.

## Composizione
Impressioni di settembre nacque dopo il coinvolgimento del gruppo per la registrazione del brano di Lucio Battisti Emozioni, che ispirò Mussida per la parte musicale.
In questo brano viene utilizzato per la prima volta in Italia il moog, strumento simbolo del rock progressivo di quegli anni, che utilizzarono ottenendo in prestito l'unico esemplare in possesso dell'importatore italiano, il signor Monzino.

## Pubblicazione
Impressioni di settembre venne pubblicata nell'ottobre 1971 sul lato B del 45 giri La carrozza di Hans e poi in una versione diversa nel gennaio 1972 nell'album Storia di un minuto.
Nel 1976 venne incluso nell'antologia Prime impressioni, pubblicata nella serie economica Lineatre.
Ci sono anche numerose registrazioni dal vivo ufficiali. Sulla raccolta 10 Anni Live - 1971-1981 viene proposta addirittura due volte, come introduzione al brano Poseidon. Una versione di 4:53 è presente sul live www.pfmpfm.it (il Best), e un'altra di 5:30 sul Live in Japan 2002.

## Accoglienza
Alla sua pubblicazione Impressioni di settembre venne apprezzata per la presenza del sintetizzatore, che era una novità in Italia.
La rivista Panorama l'ha inserita in una lista dedicata delle 50 canzoni italiane più belle di sempre. Il sito Inside Music la considera la più bella canzone italiana mai realizzata.

## Nella cultura di massa
Nel 2021 il brano viene utilizzato nella miniserie televisiva Alfredino - Una storia italiana, ispirata all'incidente di Vermicino e trasmessa in giugno da Sky Cinema Uno; il 24 giugno i componenti della PFM insieme a Mogol pubblicano una nota informativa per dissociarsi dalla scelta di utilizzare il brano come colonna sonora di una puntata della fiction in quanto «la musica ed il testo del brano rappresentano infatti un inno alla libertà, alla felicità e alla gioia, sentimenti opposti alla tragedia di Vermicino».

## Cover
Il gruppo incise una versione cantata in inglese di Impressioni di settembre  con il testo di Pete Sinfield e il titolo The World Became the World nell'omonimo album pubblicato nel giugno 1974.
Nel 1989 una cover del brano venne incisa dai Cantautores nel loro secondo album La terra siamo noi, con alla voce Bernardo Lanzetti, ex cantante della PFM.
Franco Battiato ripropose la canzone sull'album Fleurs 3 e la interpretò dal vivo come testimonia il doppio Last Summer Dance. Tra le altre cover ricordiamo quelle dei Marlene Kuntz nel loro Best of Marlene Kuntz, di Ghibli, nel suo secondo album Deviazioni elettriche, con la presenza di Roberto Perrone (batterista di Edoardo Bennato) e di Angela Baraldi. Francesco Renga ha più volte proposto il brano dal vivo, cantandolo anche una volta con la stessa Premiata Forneria Marconi e una volta con i Marlene Kuntz.
Ulteriori reinterpretazioni sono quelle di Dargen D'Amico e Nic Sarno nel progetto Macrobiotics, di Gigi D'Agostino nell'album Lento Violento... e altre storie nonché del gruppo musicale rock progressivo Epica, inserito nell'album Confini del 1995. Ezio Bosso ha proposto la versione strumentale del brano nella colonna sonora del film Quo vadis, baby? di Gabriele Salvatores, del 2005. Antonella Ruggiero ha proposto il brano in occasione del concerto all'Auditorium Fazioli di Sacile, evento in seguito immortalato nell'album Quando facevo la cantante del 2018.